# Všeobecné volby ve Spojeném království 1922
Všeobecné volby ve Spojeném království 1922 se konaly 15. listopadu 1922 a potvrdily v úřadu nově nastoupivší konzervativní vládu. Do 19. října vládla koalice Konzervativní strany a liberálů Davida Lloyd George. Ta sice vyhrála všeobecné volby v roce 1918, postupně ale vyplouvaly na povrch rozpory mezi konzervativci a liberály; po korupčním skandálu ohledně udělování Řádu Britského impéria Konzervativní strana koalici opustila. Premiérem se stal její vůdce Andrew Bonar Law a jeho kabinet zůstal po obhájení většiny v listopadových volbách u moci.

## Pozadí
Volby byly ovlivněny hlavně rozpadem Lloyd Georgeovy koalice necelý měsíc před volbami. Napětí ve vládě se stupňovalo již od roku 1918, kdy Konzervativní strana souhlasila s pokračováním válečného koaličního kabinetu, ač mohla po volbách 1918 vládnout sama. Pro mnoho konzervativců byl David Lloyd George nebezpečný radikál, pro jeho vysokou popularitu ho ale v úřadu ministerského předsedy podpořili. Rivalita dosáhla vysoké úrovně během roku 1922, kdy značná část konzervativců začala se stavem, kdy zajišťovali vládní majoritu, ale neúměrně vysoký počet funkcí drželi liberálové, definitivně ztrácet trpělivost. Na podzim britské politické kruhy rozvířil korupční skandál týkající se udělování Řádu Britského impéria, za nějž byl Lloyd George politicky odpovědný.

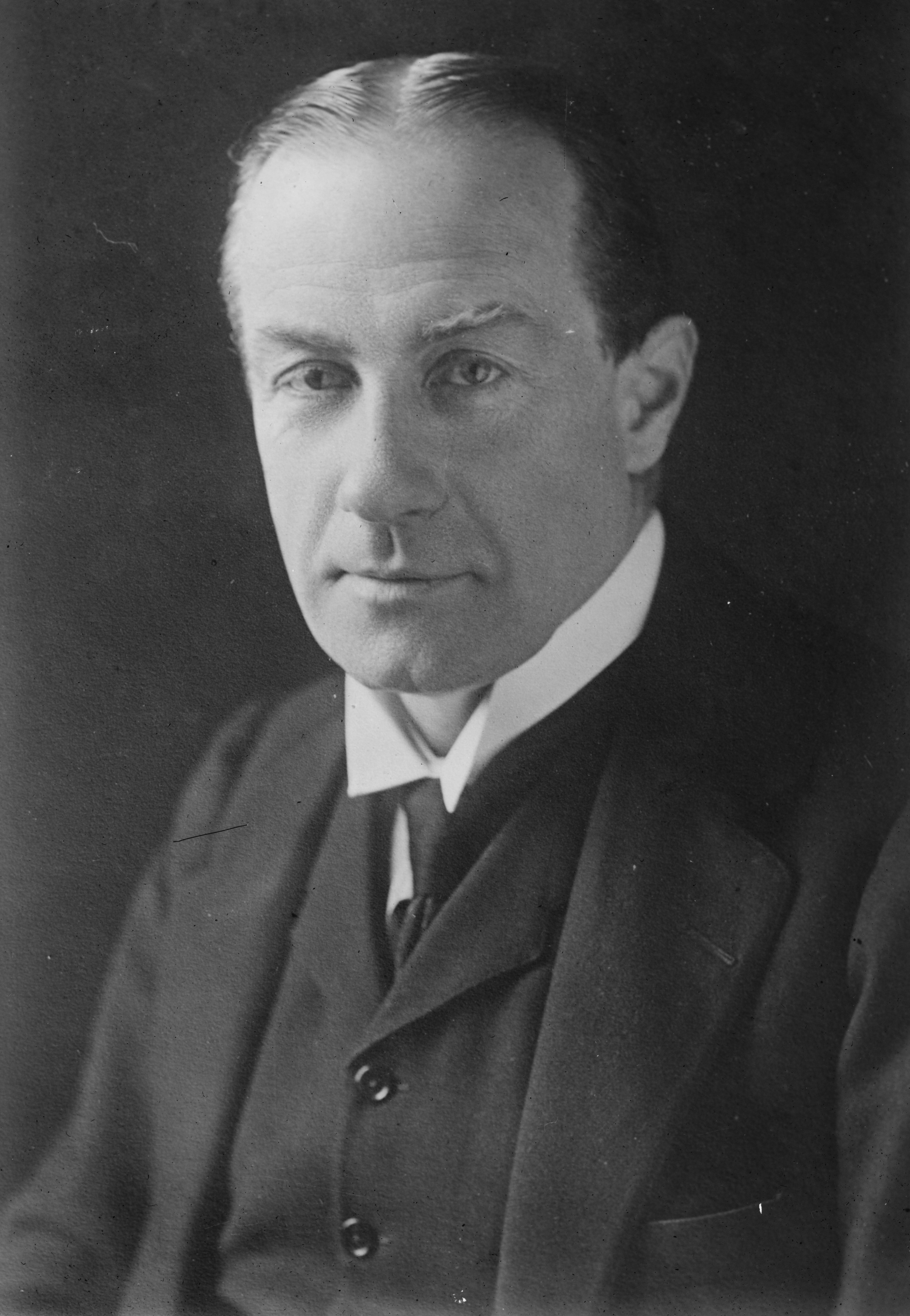
Ministr obchodu Stanley Baldwin

19. října se v londýnském Carlton Clubu sešlo širší vedení Konzervativní strany. Na schůzi vystoupil do té doby poměrně neznámý předseda obchodní rady Stanley Baldwin, který obvinil Lloyd George, že rozklížil Liberální stranu a pokud bude koalice trvat dál, rozklíží i Konzervativní stranu. Jeho řeč slavila úspěch a přítomní odhlasovali odchod z koalice, přestože ho užší vedení strany v čele s Austenem Chamberlainem odmítalo. O tři dny později premiér rezignoval a novým byl jmenován Andrew Bonar Law, který sestavil první čistě konzervativní vládu od roku 1905. Přestože zastánci koalice vládu nepodporovali, šla strana do nových voleb, které byly vyhlášeny na 15. listopad téhož roku, jednotně. Tím se lišila od Liberální strany, jejíž formální vedení v čele s H. H. Asquithem Lloyd George nepodporovalo a od voleb 1918 byla oficiální strana s pouhými 36 poslanci v opozici. Lloyd George držel od předchozích voleb 127 koaličních liberálů, ti však po pádu koalice postrádali silnější společnou identitu a podpůrnou organizaci; v listopadových volbách kandidovali jako národní liberálové. Celkově se liberálové příliš soustředili na vlastní spory, než aby byli schopni, ještě v britském volebním systému, dosáhnout úspěchu. Jako nová politická síla nastoupila Labouristická strana, která se vymanila z předválečné závislosti na Liberální straně a zatímco se obě dvě tradiční strany zmítaly v zákulisních sporech, snažila se vystupovat jako zástupce dělnické třídy; labouristům nahrávala změna volebního práva již před minulými volbami, která umožnila volit bez závislosti na majetku.
Volby skončily poměrně jasným vítězstvím Konzervativní strany, jejíž většina se sice zmenšila, ale stále čítala 36 křesel. Úspěch zaznamenali labouristé, kteří získali třikrát více křesel než minule a skončili na druhém místě. Jejich voličská podpora byla o jedno procento větší než obou liberálních stran dohromady. Asquithova Liberální strana obsadila třetí místo s téměř dvaceti procenty hlasů a 62 poslanci, což představovalo znatelně lepší výsledek než roku 1918. Jasným poraženým se stala Lloyd Georgeova Národně liberální strana, která obhájila jen 53 křesel. Z jejích kandidátů byl poražen i Winston Churchill ve skotském obvodě Dundee. Více než jeden mandát obsadili nezávislí kandidáti, a to šest; z toho polovina se profilovala jako nezávislí konzervativci. V parlamentu poprvé zasedly ženy - Margaret Wintringhamová za liberály a Nancy Astorová za konzervativce. Celkově volby poprvé nastínily formát, kterého se od té doby bude britská politika držet: konzervativci a labouristé jakožto dominantní strany, v závěsu následovaní liberály.
Vláda Andrewa Bonara Lawa zůstala u moci jen do května 1923, kdy premiér rezignoval a na jeho místo nastoupil právě Stanley Baldwin, který se zasadil o pád koalice. Baldwinova vláda ale také neměla dlouhého trvání; kabinet na podzim 1923 vyhlásil nové volby v úmyslu získat od občanů mandát pro zavedení cel; v těch ztratil většinu. Plán zavést ochrannou celní bariéru ve výsledku stmelil Konzervativní i Liberální stranu; Baldwin si plánem získal věrnost Chamberlaina a jeho zastánců a naopak liberálové se sjednotili za obranou volného obchodu.

## Výsledky
| 344           | 142        | 62  | 53 | 14 |
| Konzervativci | Labouristé | Lib | NL | O  |

| Strana | Strana                     | Lídr                  | Mandáty | Mandáty | Mandáty | Hlasy      | Hlasy |
| Strana | Strana                     | Lídr                  | Počet   | v %     | +/-     | Počet      | v %   |
| ------ | -------------------------- | --------------------- | ------- | ------- | ------- | ---------- | ----- |
|        | Konzervativní strana       | Andrew Bonar Law      | 344     | 55,9%   | ▼ 35    | 5 294 465  | 38,5% |
|        | Labouristická strana       | John Robert Clynes    | 142     | 23,1%   | ▲ 85    | 4 076 665  | 29,7% |
|        | Liberální strana           | Herbert Henry Asquith | 62      | 10,1%   | ▲ 26    | 2 601 486  | 18,9% |
|        | Národně liberální strana   | David Lloyd George    | 53      | 8,6%    | ▼ 74    | 1 355 366  | 9,9%  |
|        | nezávislí konzervativci    | -                     | 3       | 0,5%    | ▲ 2     | 116 861    | 0,9%  |
|        | nezávislí                  | -                     | 3       | 0,5%    | ▬ 0     | 114 697    | 0,8%  |
|        | Nacionalistická strana     | Joseph Devlin         | 2       | 0,5%    | ▼ 5     | 45 027     | 0,3%  |
|        | Komunistická strana        | Albert Inkpin         | 1       | 0,2%    | ▲ 1     | 30 684     | 0,2%  |
|        | Agrárníci                  | Harry German          | 0       |         | ▬ 0     | 21 510     | 0,2%  |
|        | nezávislí labouristé       | -                     | 1       | 0,2%    | ▼ 1     | 18 419     | 0,1%  |
|        | Konstitucionalisté         | -                     | 1       | 0,2%    | ▲ 1     | 16 662     | 0,1%  |
|        | Scottish Prohibition       | Edwin Scrymgeour      | 1       | 0,2%    | ▲ 1     | 16 289     | 0,1%  |
|        | nezávislí liberálové       | -                     | 1       | 0,2%    | ▬ 0     | 13 197     | 0,1%  |
|        | irští nacionalisté         | Joseph Devlin         | 1       | 0,2%    | ▬ 0     | 12 614     | 0,1%  |
|        | nezávislí unionisté        | -                     | 0       |         | ▬ 0     | 9 861      | 0,1%  |
|        | nezávislí komunisté        | -                     | 0       |         | ▬ 0     | 4 027      | 0,0%  |
|        | protiparlamentní komunisté | Guy Aldred            | 0       |         | ▬ 0     | 470        | 0,0%  |
| celkem | celkem                     | -                     | 615     | 100%    | -       | 13 748 300 | 100%  |

| \| Hlasy \| Hlasy \| Hlasy \| Hlasy \| Hlasy \| \| ------------------ \| ------------------ \| ----- \| ------- \| ------- \| \| \| \| \| \| \| \| Konzervativci \| Konzervativci \| \| 38,51 % \| 38,51 % \| \| Labouristé \| Labouristé \| \| 29,65 % \| 29,65 % \| \| Liberálové \| Liberálové \| \| 18,92 % \| 18,92 % \| \| Národní liberálové \| Národní liberálové \| \| 9,86 % \| 9,86 % \| \| ostatní \| ostatní \| \| 3,06 % \| 3,06 % \| |                    |  |         |         |
| Hlasy |                    |  |         |         |
| |                    |  |         |         |
| Konzervativci | Konzervativci      |  | 38,51 % | 38,51 % |
| Labouristé | Labouristé         |  | 29,65 % | 29,65 % |
| Liberálové | Liberálové         |  | 18,92 % | 18,92 % |
| Národní liberálové | Národní liberálové |  | 9,86 %  | 9,86 %  |
| ostatní | ostatní            |  | 3,06 %  | 3,06 %  |

| \| Mandáty \| Mandáty \| Mandáty \| Mandáty \| Mandáty \| \| ------------------ \| ------------------ \| ------- \| ------- \| ------- \| \| \| \| \| \| \| \| Konzervativci \| Konzervativci \| \| 55,93 % \| 55,93 % \| \| Labouristé \| Labouristé \| \| 23,09 % \| 23,09 % \| \| Liberálové \| Liberálové \| \| 10,08 % \| 10,08 % \| \| Národní liberálové \| Národní liberálové \| \| 8,62 % \| 8,62 % \| \| ostatní \| ostatní \| \| 2,28 % \| 2,28 % \| |                    |  |         |         |
| Mandáty |                    |  |         |         |
| |                    |  |         |         |
| Konzervativci | Konzervativci      |  | 55,93 % | 55,93 % |
| Labouristé | Labouristé         |  | 23,09 % | 23,09 % |
| Liberálové | Liberálové         |  | 10,08 % | 10,08 % |
| Národní liberálové | Národní liberálové |  | 8,62 %  | 8,62 %  |
| ostatní | ostatní            |  | 2,28 %  | 2,28 %  |